# Комплекс зданий Белорусского государственного университета

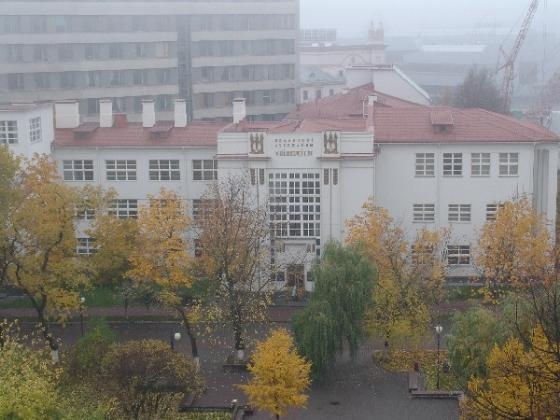
Здание факультета географии и геоинформатики БГУ

Комплекс зданий Белорусского государственного университета — университетский городок, находящийся на Площади Независимости в г. Минске. Включен в Государственный список историко-культурных ценностей.
Сегодня комплекс представляет собой квартал между площадью Независимости и Привокзальной площадью и включает здание ректората, ФМО, главный, физический, химический, географические корпуса, а также административные здания. Помимо этого БГУ принадлежит ряд зданий вне комплекса.

## История
Первые корпуса БГУ (главный корпус и корпуса отдельных факультетов) построенные в 1928—31 годах (архитекторы И. Запорожец, Г. Лавров) по проекту, который был отобранн в результате Всесоюзного конкурса (1926 г.). В основе композиции комплекса — павильонный принцип.
Изначально университетский городок должны были формировать 16 зданий среди зелёных насаждений. Простой и выразительной схеме зданий в стиле конструктивизма соответствовала лаконичная форма фасадов, лишённых декора, но получилась построить только 5 объектов — медицинский, анатомический, главный корпус, сегодняшние Институт ядерных проблем и здание факультета географии и геоинформатики.
Разрушенные во время Второй Мировой войны здания были восстановлены в 1945—49 гг., внутренняя планировка сохранилась, однако были частично изменены фасады — были приданы черты неоклассицизма. В 1962 г. построены новый шестиэтажный главный корпус, в которым размещались 330 аудиторий, кабинеты, лаборатории, актовый зал на 1000 мест, библиотека, четыре читальные зала, спортзал. В решении главного фасада, который выходить на пл. Независимости, использованы вертикальные членения, что соответствует характеру архитектуры размещённого напротив Дома правительства. После были возведены физический, химический корпуса. Среди последних — построенная в 2012 многоэтажка ФМА.
Во время строительства Минского метрополитена были снесены медицинский корпус и (частично) сегодняшнее здание Института ядерных проблем. Однако этим не закончилось — анатомический корпус был повреждён и также был снесён. Таким образом сегодня осталось только 2 здания от первоначального проекта (бывший главный корпус был передан БДПУ).